# Rivière des Prairies
Il Rivière des Prairies è un fiume del Canada, situato nella parte sud-occidentale del Québec. È un canale o parte del delta fluviale dell'Ottawa.
Scorrendo da ovest ad est, il Rivière des Prairies divide in due l'arcipelago Hochelaga e ha origine nel lago Deux Montagnes. Il fiume scorre su entrambi i lati dell'Île Bizard, mentre divide l'isola di Montréal (a sud) dall'Île Jésus (a sud), dopodiché confluisce nel fiume San Lorenzo in corrispondenza della punta orientale dell'isola di Montréal.
Il fiume contiene un gran numero di isole, tra cui l'Île Bizard, le Îles Laval (Île Bigras, Île Pariseau, Île Verte e Île Ronde) appartenenti alla città di Laval, e Île de la Visitation, un parco naturale appartenente a Montréal. In corrispondenza di quest'ultima isola sono presenti anche una centrale idroelettrica e una diga. Inoltre il fiume è caratterizzato da molte rapide e la sua corrente è veloce.